# محمد خربوش
محمد خربوش (عربی: محمد خربوش؛ زادهٔ ۲۲ ژانویهٔ ۱۹۷۷) بازیکن فوتبال اهل مراکش بود.
از باشگاه‌هایی که در آن بازی کرده‌است می‌توان به باشگاه فوتبال ارتش سلطنتی مراکش، باشگاه فوتبال حسینیه اکادیر، و باشگاه فوتبال الرجا اشاره کرد.
وی همچنین در تیم ملی فوتبال مراکش بازی کرده‌است.